# Pjesma Eurovizije 1994.
Eurovizija 1994. je 39. Eurovizija koja je održana 30. travanja 1994. u Point Theatreu u Dublinu, Irska. Voditelji su bili Cynthia Ni Mhurchú i Gari Ryan. Paul Harrington i Charlie McGettigan iz Irske su dobitnici ove Eurovizije s pjesmom, "Rock 'N' Roll Kids". To je bila treća uzastopna pobjeda Irske, te šesta sveukupno.

## Rezultati
| Broj | Zemlja                 | Jezik       | Pjevač                                      | Pjesma                                         | Pozicija | Bodovi |
| ---- | ---------------------- | ----------- | ------------------------------------------- | ---------------------------------------------- | -------- | ------ |
| 1    | Švedska                | švedski     | Marie Bergman & Roger Pontare               | "Stjärnorna"                                   | 13       | 48     |
| 2    | Finska                 | finski      | CatCat                                      | "Bye Bye Baby"                                 | 22       | 11     |
| 3    | Irska                  | engleski    | Paul Harrington & Charlie McGettigan        | "Rock 'n' Roll Kids"                           | 1        | 226    |
| 4    | Cipar                  | grčki       | Evridiki                                    | "Ime Anthropos Ki Ego" (Είμαι άνθρωπος κι εγώ) | 11       | 51     |
| 5    | Island                 | islandski   | Sigga                                       | "Nætur"                                        | 12       | 49     |
| 6    | Ujedinjeno Kraljevstvo | engleski    | Frances Ruffelle                            | We Will Be Free                                | 10       | 63     |
| 7    | Hrvatska               | hrvatski    | Tony Cetinski                               | "Nek' ti bude ljubav sva"                      | 16       | 27     |
| 8    | Portugal               | portugalski | Sara Tavares                                | "Chamar a música"                              | 8        | 73     |
| 9    | Švicarska              | talijanski  | Duilio                                      | "Sto pregando"                                 | 19       | 15     |
| 10   | Estonija               | estonski    | Silvi Vrait                                 | "Nagu merelaine"                               | 24       | 2      |
| 11   | Rumunjska              | rumunjski   | Dan Bittman                                 | "Dincolo de nori"                              | 21       | 14     |
| 12   | Malta                  | engleski    | Chris & Moira                               | "More than Love "                              | 5        | 97     |
| 13   | Nizozemska             | nizozemski  | Willeke Alberti                             | "Waar is de zon?"                              | 23       | 4      |
| 14   | Njemačka               | njemački    | MeKaDo                                      | "Wir geben 'ne Party"                          | 3        | 128    |
| 15   | Slovačka               | slovački    | Tublatanka                                  | "Nekonečná pieseň"                             | 19       | 15     |
| 16   | Litva                  | litvanski   | Ovidijus Vyšniauskas                        | "Lopšinė mylimai"                              | 25       | 0      |
| 17   | Norveška               | norveški    | Elisabeth Andreassen & Jan Werner Danielsen | "Duett"                                        | 6        | 76     |
| 18   | Bosna i Hercegovina    | bošnjački   | Alma & Dejan                                | "Ostani kraj mene"                             | 15       | 39     |
| 19   | Grčka                  | grčki       | Costas Bigalis & The Sea Lovers             | "To Trehandiri" (Το tρεχαντήρι)                | 14       | 44     |
| 20   | Austrija               | njemački    | Petra Frey                                  | "Für den Frieden der Welt"                     | 17       | 19     |
| 21   | Španjolska             | španjolski  | Alejandro Abad                              | "Ella no es ella"                              | 18       | 17     |
| 22   | Mađarska               | mađarski    | Friderika Bayer                             | "Kinek mondjam el vétkeimet?"                  | 4        | 122    |
| 23   | Rusija                 | ruski       | Youddiph                                    | "Večny strannik" (Вечный странник)             | 9        | 70     |
| 24   | Poljska                | poljski     | Edyta Górniak                               | "To nie ja"                                    | 2        | 166    |
| 25   | Francuska              | francuski   | Nina Morato                                 | "Je suis un vrai garçon"                       | 7        | 74     |

## Bodovi dati Hrvatskoj
| 12 bodova  | 10 bodova | 8 bodova | 7 bodova | 6 bodova |
| ---------- | --------- | -------- | -------- | -------- |
| - Slovačka | - Malta   |          |          |          |
| 5 bodova   | 4 boda    | 3 boda   | 2 boda   | 1 bod    |
| - Grčka    |           |          |          |          |

Ukupno: 27 bodova
| Pjesma Eurovizije | Pjesma Eurovizije |
| --- | ----------------- |
| |                   |
| 01956. • 1957. • 1958. • 1959. • 1960. 1961. • 1962. • 1963. • 1964. • 1965. • 1966. • 1967. • 1968. • 1969. • 1970. 1971. • 1972. • 1973. • 1974. • 1975. • 1976. • 1977. • 1978. • 1979. • 1980. 1981. • 1982. • 1983. • 1984. • 1985. • 1986. • 1987. • 1988. • 1989. • 1990. 1991. • 1992. • 1993. • 1994. • 1995. • 1996. • 1997. • 1998. • 1999. • 2000. 2001. • 2002. • 2003. • 2004. • 2005. • 2006. • 2007. • 2008. • 2009. • 2010. 2011. • 2012. • 2013. • 2014. • 2015. • 2016. • 2017. • 2018. • 2019. • 2020. 2021. • 2022. • 2023. • 2024. • 2025. |                   |

| Pjesma Eurovizije | Pjesma Eurovizije |
| --- | ----------------- |
| |                   |
| 01956. • 1957. • 1958. • 1959. • 1960. 1961. • 1962. • 1963. • 1964. • 1965. • 1966. • 1967. • 1968. • 1969. • 1970. 1971. • 1972. • 1973. • 1974. • 1975. • 1976. • 1977. • 1978. • 1979. • 1980. 1981. • 1982. • 1983. • 1984. • 1985. • 1986. • 1987. • 1988. • 1989. • 1990. 1991. • 1992. • 1993. • 1994. • 1995. • 1996. • 1997. • 1998. • 1999. • 2000. 2001. • 2002. • 2003. • 2004. • 2005. • 2006. • 2007. • 2008. • 2009. • 2010. 2011. • 2012. • 2013. • 2014. • 2015. • 2016. • 2017. • 2018. • 2019. • 2020. 2021. • 2022. • 2023. • 2024. • 2025. |                   |